# Koki (Estland)
Koki is een plaats in de Estlandse gemeente Saaremaa, provincie Saaremaa. De plaats heeft de status van dorp (Estisch: küla).
Tot december 2014 behoorde Koki tot de gemeente Lümanda, daarna tot oktober 2017 tot de gemeente Lääne-Saare en sindsdien tot de fusiegemeente Saaremaa.

## Bevolking
Het dorp had 26 inwoners op 31 december 2011 en 22 inwoners op 31 december 2021.

## Geschiedenis
De plaats werd voor het eerst genoemd in 1645 onder de naam Kokki. De plaats lag op het landgoed Kotlandi (Duits: Gotland). Kotlandi was eigendom van de Russisch-Orthodoxe Kerk, maar werd bewoond door Zweden. Tijdens de Grote Noordse Oorlog raakte het landgoed door oorlogshandelingen en de pest geheel ontvolkt. Na de oorlog ging het landgoed als kroondomein over in het bezit van de Russische tsaar. Op het eind van de 19e eeuw werd het landgoed opgedeeld onder de boeren die erop werkten.
Het landhuis van het vroegere landgoed Kotlandi, dat gebouwd is in 1844, ligt op het grondgebied van Koki. Het is tegenwoordig in gebruik als pension.